# Jasuhiro Takemoto
Jasuhiro Takemoto (japonsky 武本 康弘, Takemoto Jasuhiro; 5. dubna 1972 Akó – 18. července 2019 Kjóto) byl japonský animátor, televizní a filmový režisér. Až do své smrti v červenci 2019 pracoval v animátorském studiu Kyoto Animation.
Během svého působení ve studiu režíroval například anime seriály Full Metal Panic? Fumoffu (2003), Full Metal Panic! The Second Raid (2005) a Lucky Star (2007). V sérii Suzumija Haruhi no júucu režíroval dvě ONA série a spolurežíroval druhou řadu seriálu. V roce 2012 dostal na starost režírování anime seriálu Hjóka a o dva roky později seriál Amagi Brilliant Park. Takemoto byl čtyři dny po žhářském útoku na studio, ke kterému došlo 18. července 2019, prohlášen svým otcem za nezvěstného. Jeho smrt později potvrdili příbuzní a úřady.